# Rita Hendes
Rita Hendes (* 14. Juli 1954 in Hamburg) ist eine deutsche Rudertrainerin.
Die hauptberufliche Unternehmensberaterin hat als Amateurtrainerin zahlreiche Weltmeisterschaftsmedaillen mit Auswahlbooten des Deutschen Ruderverband gewonnen, u. a. Goldmedaillen im Achter der Leichtgewichte 1996 und 1998. Sie hat außerdem den Leichtgewichts-Vierer ohne Steuermann zu den Olympischen Spielen 2000 trainiert und im Jahr 2005 drei Goldmedaillen auf den U23-Weltmeisterschaften gewinnen können. U. a. hat sie jahrelang Christian Dahlke, Joel El-Qalqili und Ole Rückbrodt trainiert.
Die ersten Goldmedaillen für den DRV unter ihrer Regie errang der Frauen-Leichtgewichts-Doppelzweier mit Christiane Weber (Ruderverein an den Teichwiesen, Hamburg) und Claudia Waldi (RTHC Bayer Leverkusen): Sie wurden Weltmeisterinnen 1991 in Wien und 1992 in Montreal.